# Venda
|  | Per a altres significats, vegeu «Venda (desambiguació)». |

Venda fou un dels nou bantustans de l'antiga Sud-àfrica, situat al nord de Transvaal. Creat el 1959, li fou atorgada la independència el 1979. El 1994 fou reintegrat a Sud-àfrica. Tenia una extensió de 7.410 km² i una població de 570.000 habitants, d'ells 510.000 venda, 34.000 tsonga, 16.000 basotho i 10.000 altres. La capital era Thohoyandou (10.200 h). Fou creat durant l'Apartheid perquè hi visquessin sobretot els parlants de Tshivenḓa.

## Història
El bantustan fou creat el 1959 per la Promotion of Bantu Selfgovernment Act, però no va rebre autogovern real fins al 1973, i el 1979 fou independitzat, com ja ho havien estat Transkei i Bophuthatswana. Hi havia dos partits polítics:
- Venda Independent People’s Party fundat el 1973 i dirigit per M. Bakane.
- Ngomalungundu People’s Party fundat el 1992 i dirigit per Richard Tshivhase

El 1994 fou reintegrat a Sud-àfrica i forma part de la província de Limpopo.

## Llengua
La llengua més parlada en el bantustan de Venda és el tshivenda.